# اونا (فلوریدا)
اونا (به انگلیسی: Ona) یک منطقهٔ مسکونی در ایالات متحده آمریکا است که در شهرستان هاردی واقع شده‌است. اونا ۳۱۴ نفر جمعیت دارد و ۲۷٫۱۳ متر بالاتر از سطح دریا قرار دارد.